# Zdzisława Świerczyńska
Zdzisława Zofia Świerczyńska z domu Ćwiąkała (ur. 1926, zm. 17 maja 2016) – polska immunolog, prof. zw. dr hab.

## Życiorys
W 1951 ukończyła studia medyczne w Akademii Medycznej im. Piastów Śląskich. Obroniła pracę doktorską, następnie uzyskała stopień doktora habilitowanego. W 1974 nadano jej tytuł profesora w zakresie nauk medycznych.
Została zatrudniona w Instytucie Reumatologii w Warszawie.
Zmarła 17 maja 2016. Została pochowana na cmentarzu komunalnym Północnym w Warszawie (kwatera E-VIII-1, rząd 3, grób 23).